# Distrito electoral federal 27 de la Ciudad de México

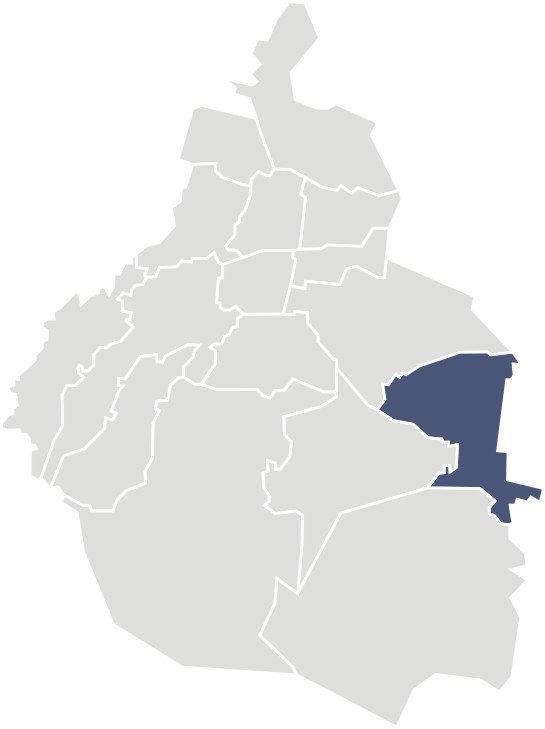
Ubicación del XXVII Distrito entre 2005 y 2017.

El XXVII Distrito Electoral Federal de Ciudad de México fue un antiguo distrito de Ciudad de México que existió entre 1973 y 2017. Fue suprimido durante el proceso de distritación de 2017 por criterios demográficos.

## Distritaciones anteriores

### Distritación 1978 - 1996
Con la distritación de marzo de 1978, el XXVII Distrito estuvo integrado por el territorio de las delegaciones Coyoacán, Iztapalapa y Tlalpan.

### Distritación 1996 - 2005
Estaba formado por los territorios íntegros del Tláhuac y Milpa Alta.

### Distritación 2005 - 2017
Con la redistritación de 2005 se integró en el territorio de la Delegación Tláhuac íntegramente.

## Diputados por el distrito
| Diputado                      | Grupo parlamentario | Legislatura | Periodo     |
| ----------------------------- | ------------------- | ----------- | ----------- |
| Ernesto Aguilar Cordero       |                     | XLIX        | 1973 - 1976 |
| Hugo Roberto Castro Aranda    |                     | L           | 1976 - 1979 |
| Humberto Rodolfo Olguín       |                     | LI          | 1979 - 1982 |
| Xóchitl Llarena del Rosario   |                     | LII         | 1982 - 1985 |
| Gilberto Nieves Jenkins       |                     | LIII        | 1985 - 1988 |
| Juan José Hernández Trejo     |                     | LIV         | 1988 - 1991 |
| Silvia Pinal                  |                     | LV          | 1991 - 1994 |
| Rosario Guerra Díaz           |                     | LVI         | 1994 - 1997 |
| Alejandro Ordorica Saavedra   |                     | LVII        | 1997 - 1999 |
| Sergio Ávila Rojas            | 1999 - 2000         | LVII        |             |
| José Delfino Garcés Martínez  |                     | LVIII       | 2000 - 2003 |
| José Luis Cabrera Padilla     |                     | LIX         | 2003 - 2006 |
| Guadalupe Flores Salazar      |                     | LX          | 2006 - 2009 |
| Rigoberto Salgado Vázquez     |                     | LXI         | 2009 - 2012 |
| Guadalupe Flores Salazar      |                     | LXII        | 2012 - 2015 |
| Norma Xochitl Hernández Colin |                     | LXIII       | 2015 - 2018 |

## Resultados electorales

### 2009
|  | 12.17 % |

|  | 16.69 % |

|  | 26.75 % |

|  | 10.97 % |

|  | 14.85 % |

|  | 4.51 % |

|  | 4.09 % |

|  | 0.20 % |

|  | 9.76 % |

|  | 100.00 % |